# Badljevica
Badljevica (cyr. Бадљевица) – wieś w Serbii, w okręgu podunajskim, w mieście Smederevo. W 2011 roku liczyła 374 mieszkańców.